# Metropolia seulska
Metropolia seulska – metropolia Kościoła rzymskokatolickiego z siedzibą w Seulu, stolicy Korei Południowej. Erygowana 10 marca 1962. W skład metropolii wchodzi 1 archidiecezja i 8 diecezji (w tym 2 diecezje położone na terytorium Korei Północnej).
W skład metropolii wchodzą:
- Archidiecezja seulska (częściowo położona w Korei Północnej)
  - Diecezja Chuncheon (częściowo położona w Korei Północnej)
  - Diecezja Daejeon
  - Diecezja Hamhŭng (w całości położona w Korei Północnej)
  - Diecezja Inczon
  - Diecezja pjongjańska (w całości położona w Korei Północnej)
  - Diecezja Suwon
  - Diecezja Uijeongbu
  - Diecezja Wonju